# Ivo Ferreira
Ivo Ferreira (Lisboa, Setembro de 1975), também conhecido como Ivo M. Ferreira, é um cineasta e argumentista português.

## Biografia
Filho do ator Cândido Ferreira e da atriz Carmen Marques.
Depois de terminar o secundário na Escola Artística António Arroio com um diploma em Fotografia e Comunicação Audiovisual, estudou na London Film School e na Universidade de Budapeste, mas interrompeu-os para viajar pelo mundo. Numa viagem pela Ásia passa por Macau, onde fica a viver uma temporada, realiza e produz o seu primeiro documentário. Aquele território chinês, outrora sob Administração Portuguesa, marcou para sempre a sua vida pessoal e profissional.
Casou a 28 de junho de 2008, com a atriz Margarida Vila-Nova. Em maio de 2008, a actriz confirmou estar grávida, dando à luz em Lisboa a 28 de dezembro de 2008, o filho mais velho, Martim. Em janeiro de 2012 nasce, em Macau, o segundo filho do casal, Dinis. Separaram-se em novembro de 2018.
Vive atualmente com a atriz luso-chinesa Jani Zhao, com quem tem um filho, Lee, nascido a 6 de setembro de 2019.
Em 2016, apresentou na 66.ª edição da Berlinale a sua longa-metragem inspirado no livro homónimo de António Lobo Antunes, “Cartas da Guerra”. Três anos depois, em 2019, na 69.ª edição do mesmo evento, apresenta também a série televisiva “Sul”.
É membro da Associação Portuguesa de Realizadores.

## Filmografia
- Sul - 2019, série de televisão (RTP), policial de 9 episódios, Produção Arquipélago Filmes
- Hotel Império - 2018, 82', Produção O Som e a Fúria e Inner Harbour Films
- Cartas da Guerra - 2016, 105', Produção O Som e a Fúria
- On the Dragon's Flake - 2012, 23', Produção Inner Harbour Films
- O Estrangeiro - 2010, 18', Produção 2000&MVN
- Águas Mil - 2009, 100’, 35mm, Produção Filmes do Tejo II
- Vai Com o Vento - 2009, 60’, HD, Doc, Produção AM Produções
- Fios de Fiar - 2006, 55’, Doc, Produção FIAR
- À Procura de Sabino - 2003, 75’, DVCam, Doc, Produção Cena Lusófona
- Soia di Príncipe - 35’, DVCam, Doc, Produção Cena Lusófona
- Salto em Barreira - 2004, 20’, CM, Produção 361º Filmes
- Em Volta[1] - 2002, 126’, 35mm, Produção Madragoa Filmes
- Angola em Cena - 2001, 53’, DVCam, Doc, Produção Cena Lusófona + Caixindré
- O Que Foi? - 1998, 13’, 16mm, CM, Produção Super 8 Filmes + AS Produções
- O Homem da Bicicleta – Diário de Macau - 1997, 56’, 16mm, Doc, Produção Super 8 Filmes

## Prémios
- "Jovem talento" - Festival de Vila do Conde